# Williams Interactive
Pour Williams Interactive Inc. créée en 1996, devenu Midway Interactive en 1998, voir Midway Interactive.
Williams Interactive, LLC est une entreprise créée en juillet 2012 en tant que filiale en propriété exclusive de WMS Industries en 2012 qui exerce son activité dans le domaine du pari en ligne, des jeux sur réseaux sociaux et sur téléphones mobiles.

## Historique
Dans le premier semestre de l'année 2012, WMS Industries achète Jadestone Group AB basé à Stockholm en Suède, puis Phantom EFX basé à Cedar Falls dans Iowa qui deviendra plus tard une partie de la filiale Williams interactive.
En juillet 2012, Williams Interactive annonce le lancement de son jeu Facebook de casino Jackpot Party Casino.
En octobre 2012, les casinos en ligne Betsson et Unibet entrent en accord pluriannuel avec Williams interactive pour fournir des jeux de machines à sous vidéo haut de gamme équivalent à Jackpot Party, Zeus ou Reel 'Em In qu'ils peuvent offrir à leurs joueurs inscrits (plus de 12 millions de clients).
En 2014, Williams Interactive possèdent des bureaux à Chicago dans l'Illinois, à Pune en Inde, à Manchester en Angleterre, à Atlanta en Géorgie (États-Unis), Cedar Falls dans l'Iowa et à Stockholm en Suède.[réf. nécessaire]